# Fuád Maszúm
Fuád Maszúm (arabul محمد فؤاد معصوم; el-Koja, 1938. –) kurd származású iraki politikus, Irak elnöke 2014. július 24. és 2018. október 2. között.